# Rallye Großbritannien 1979
Die 35. Rallye Großbritannien war der 11. Lauf zur Rallye-Weltmeisterschaft 1979. Sie fand vom 18. bis zum 21. November in der Region von Chester statt.

## Klassifikationen

### Endergebnis
| Rang | Fahrer           | Co-Pilot              | Auto                      | Zeit (Std./Min./Sek.) | Rückstand Sieger (Min./Sek.) Rückstand V (Min./Sek.) |
| ---- | ---------------- | --------------------- | ------------------------- | --------------------- | ---------------------------------------------------- |
| 1    | Hannu Mikkola    | Arne Hertz            | Ford Escort RS1800        | 8:03:38               | 00:00                                                |
| 2    | Russell Brookes  | Paul White            | Ford Escort RS1800        | 8:14:07               | 10:29                                                |
| 3    | Timo Salonen     | Stuart Pegg           | Datsun 160J               | 8:16:22               | 12:44 02:15                                          |
| 4    | Ari Vatanen      | David Richards        | Ford Escort RS1800        | 8:19:53               | 16:15 03:31                                          |
| 5    | Markku Alén      | Ilkka Kivimäki        | Lancia Stratos HF         | 8:20:23               | 16:45 00:30                                          |
| 6    | John Taylor      | Phil Short            | Ford Escort RS1800        | 8:24:01               | 20:23 03:38                                          |
| 7    | Pentti Airikkala | Risto Virtanen        | Vauxhall Chevette 2300 HS | 8:25:57               | 22:19 01:56                                          |
| 8    | Walter Röhrl     | Christian Geistdörfer | Fiat 131 Abarth           | 8:26:37               | 22:59 00:40                                          |
| 9    | Björn Waldegård  | Hans Thorszelius      | Ford Escort RS1800        | 8:29:12               | 25:34 02:35                                          |
| 10   | Greg Carr        | Fred Cogentas         | Ford Escort RS1800        | 8:29:31               | 25:53 00:19                                          |

Insgesamt wurden 74 von 175 gemeldeten Fahrzeuge klassiert:

### Fahrer-Weltmeisterschaft
| Pos. | Fahrer          | Punkte |
| ---- | --------------- | ------ |
| 1    | Björn Waldegård | 103    |
| 2    | Hannu Mikkola   | 91     |
| 3    | Markku Alén     | 68     |
| 4    | Ari Vatanen     | 50     |
| 5    | Timo Salonen    | 50     |

### Herstellerwertung
| Pos. | Team   | Punkte |
| ---- | ------ | ------ |
| 1    | Ford   | 122    |
| 2    | Datsun | 104    |
| 3    | Fiat   | 92     |
| 4    | Lancia | 65     |
| 5    | Opel   | 49     |